# Hrabstwo Polk (Arkansas)

Piramida wieku hrabstwa

Hrabstwo Polk – hrabstwo w USA, w stanie Arkansas. Według danych z 2019 roku, hrabstwo zamieszkiwało blisko 20 tys. mieszkańców. Siedzibą hrabstwa i największym miastem jest Mena.
Hrabstwo należy do nielicznych hrabstw w Stanach Zjednoczonych należących do tzw. dry county, czyli hrabstw gdzie decyzją lokalnych władz obowiązuje całkowita prohibicja.

## Miejscowości
- Cove
- Grannis
- Hatfield
- Mena
- Wickes
- Vandervoort

## Sąsiednie stany
- Hrabstwo Scott (północ)
- Hrabstwo Montgomery (wschód)
- Hrabstwo Howard (południowy wschód)
- Hrabstwo Sevier (południe)
- Hrabstwo McCurtain, Oklahoma (południowy zachód)
- Hrabstwo Le Flore, Oklahoma (północny zachód)

## Demografia
W 2019 roku do największych grup należały osoby pochodzenia irlandzkiego (14,5%), niemieckiego (12,7%), „amerykańskiego” (10,3%), angielskiego (10%), meksykańskiego (6%) i szkockiego lub szkocko–irlandzkiego (3,5%). 3,4% było rasy mieszanej. 

## Religia
W 2010 roku około połowa (48,4%) populacji jest zadeklarowanymi członkami kościołów protestanckich, głównie: baptystów (23,8%), zielonoświątkowców (6,1%), metodystów (5,2%), bezdenominacyjnych (5,2%), campbellitów (4,4%) i uświęceniowców (2,1%).
Do innych większych grup w hrabstwie należą: katolicy (2,76%) i mormoni (2,55% – najwyższy odsetek w stanie Arkansas).
Poza tym istnieją związki wyznaniowe, które nie zostały uwzględnione w danych statystycznych, z powodu braku danych. Do najważniejszych należą: Zjednoczony Kościół Zielonoświątkowy (2 zbory) i świadkowie Jehowy (1 zbór).